# Spies Like Us
«Spies Like Us» es una canción compuesta por el músico británico Paul McCartney y publicada como parte de la banda sonora de la película del mismo nombre, producida por Warner Bros. Espías como nosotros, protagonizada por Chevy Chase, Dan Aykroyd y Donna Dixon. 
La canción fue publicada como sencillo y alcanzó el puesto 7 en la lista estadounidense Billboard Hot 100 a comienzos de 1986, convirtiéndose en la última canción de McCartney en entrar en los diez primeros puestos en los Estados Unidos. Mientras tanto, en el Reino Unido, el sencillo tuvo un suceso algo menor: alcanzó la posición 13 en la lista UK Singles Chart.

## Publicación
«Spies Like Us» fue publicado en múltiples formatos: una versión regular de vinilo de 7", otra versión en maxi-sencillo de 12", y sendas versiones de 7" y 12" con las portadas impresas en el disco. Tanto el sencillo de 7" como el maxi sencillo de 12" incluyeron como cara B «My Carnival», una canción grabada por Wings durante las sesiones de grabación de Venus and Mars.
La parte final de la canción, tocada a destiempo, incluye a Linda McCartney cantando ad infinitum el verso «Spies like us». Cuando el largometraje fue estrenado en teatros, los productores decidieron poner la parte final de la canción en lugar de la canción completa durante los créditos.
«Spies Like Us» fue publicado como tema extra del álbum Press to Play en la reedición de 1993 dentro del catálogo The Paul McCartney Collection, mientras que la cara B, «My Carnival», apareció publicada como tema extra en la reedición de Venus and Mars.

## Videoclip
El videoclip de la canción, dirigido por John Landis, no fue emitido por la BBC debido a la participación en el proyecto de Dan Aykroyd y Chevy Case, que aparecen tocando instrumentos. Las leyes laborales británicas prohibían a gente que no fuese músico aparecer en grabaciones musicales, por lo que Aykroyd y Chase no figuraron en la grabación. El videoclip termina con McCartney, Chase y Aykroyd cruzando el paso de peatones de Abbey Road Street, parodiando la portada del álbum de The Beatles Abbey Road.

## Lista de canciones
| Vinilo de 7" 1. «Spies Like Us» 2. «My Carnival» | Maxisencillo de 12" 1. «Spies Like Us» (John Potoker Remix) 2. «Spies Like Us» (Art of Noise Remix) 3. «Spies Like Us» (DJ version) 4. «My Carnival» (party mix) |

## Personal
«Spies Like Us»
- Paul McCartney: voz, guitarra, bajo y batería.
- Eddie Rayner: teclados
- Eric Stewart: coros
- Kate Robbins: coros
- Ruby James: coros
- Linda McCartney: coros

My Carnival
- Paul McCartney: voz, bajo, guitarra, piano y teclados.
- Linda McCartney: teclados, percusión y coros.
- Denny Laine: guitarras, teclados y coros.
- Jimmy McCulloch: guitarras y coros
- Joe English: batería y percusión.
- Benny Spellman: coros
- The Meters: coros